# Optimaal valutagebied
Een optimaal valutagebied (Engels: optimum currency area; verkort OCA) is een concept uit de economie, waarmee een geografische regio wordt aangeduid waarvan de economische efficiëntie gemaximaliseerd zou kunnen worden door de invoering van één munteenheid. De theorie van het optimale valutagebied werd bekend door de econoom Robert Mundell, alhoewel Abba Lerner ook al eerder werk op dit vlak deed. 
Het concept beschrijft de optimale karakteristieken voor het samenvoegen van valuta's of voor het creëren van een nieuwe valuta. De theorie wordt vaak gebruikt om te helpen bepalen of een bepaald gebied wel of niet geschikt is om een monetaire unie te vormen, een van de laatste fases van economische integratie.
Een belangrijk criterium voor een OCA is dat de gebieden die er deel van uitmaken zeer dicht bij elkaar liggen wat betreft hun conjunctuurcyclus, dit omdat dan hetzelfde monetair beleid kan worden toegepast. Indien niet aan deze voorwaarde is voldaan, dan moeten er alternatieve aanpassingsmechanismen zijn om schokken op te vangen. Hierbij kan men denken aan een hoge mobiliteit van arbeid en kapitaal, een sterke mate van loon- en prijsflexibiliteit of een herverdelingsmechanisme tussen de deelnemende landen.
Een OCA heeft een dynamisch karakter. Na de vorming van een muntunie zal de handel tussen de deelnemende landen toenemen. Dit kan leiden tot een verdere convergentie van economische structuren waardoor niet-deelnemende landen alsnog tot de OCA kunnen toetreden. Een omgekeerde trend is ook mogelijk door een proces van concentratie en specialisatie van bedrijfsactiviteiten. De economische ontwikkelingen binnen de groep van deelnemende landen kan dan gaan divergeren waardoor landen uiteindelijk de OCA verlaten.
Een optimaal valutagebied kan vaak groter zijn dan een land. Een deel van de gedachte achter de euro was bijvoorbeeld dat individuele landen in Europa geen OCA zijn, maar Europa in zijn geheel wel. Veel economen zijn het hier echter niet mee eens. In theorie kan een OCA ook kleiner zijn dan een land. Sommige economen zeggen dat de Verenigde Staten, bijvoorbeeld, eigenlijk bestaat uit twee OCA's: het westen en het oosten.